# Keenania ophiorrhizoides
Keenania ophiorrhizoides är en måreväxtart som beskrevs av Emmanuel Drake del Castillo. Keenania ophiorrhizoides ingår i släktet Keenania och familjen måreväxter.
Artens utbredningsområde är Vietnam. Inga underarter finns listade i Catalogue of Life.